# Fulco van Provence
Fulco Bertrand van Provence (overleden op 27 april 1051) was van 1018 tot aan zijn dood graaf van Provence. Hij behoorde tot het huis Provence.

## Levensloop
Fulco Bertrand was de zoon van graaf Willem II van Provence en diens echtgenote Gerberga, dochter van graaf Otto Willem van Bourgondië. 
Na de dood van zijn vader in 1018 erfde hij het graafschap Provence. Hij regeerde samen met zijn broers Godfried I en Willem IV en met zijn neef Willem III. Willem III werd later opgevolgd door zijn zus Emma.
Fulco en zijn broer Godfried schonken landerijen aan de Abdij van Cluny op 26 mei 1037 en aan de Abdij Saint-Victor in Marseille op 16 januari 1040. Tijdens zijn bewind speelde Fulco Bertrand eveneens een belangrijke rol in de hernieuwing van het kloosterleven in de Provence van de 11e eeuw. Hij riep een raad van geestelijken en edelen samen die als opdracht kreeg om de Sint-Promasiusabdij nabij de stad Forcalquier op te richten en de Brementense-abdij nabij Gap te restaureren, die door de Saracenen was vernietigd.
Fulco en Godfried schonken ook verschillende allodia aan hun vazallen, waardoor ze de controle over belangrijke gebieden in het graafschap Provence verloren. Dit betekende het begin van de verzwakking van Provence als politieke eenheid.
Ondanks dat Fulco Bertrand heel gul was tegenover zijn vazallen, voerde hij in juni 1031 een oorlog met burggraaf Fulco van Marseille. Hierbij verwoestte Fulco Bertrand de stad Toulon.

## Huwelijk en nakomelingen
Fulco was gehuwd met Hildegard. Ze kregen twee zonen: Bertrand I en Godfried II, die hun vader opvolgden als graaf van Provence. Ze hadden eveneens een dochter die Gerberga heette.